# Danijel Benlulu
Danijel Benlulu (hebrejsky דניאל בנלולו‎, někdy též přepisováno Danijel Benlolo) je izraelský politik a bývalý poslanec Knesetu za stranu Likud.

## Biografie
Narodil se 6. května 1958 v Maroku. V roce 1969 přesídlil do Izraele.

## Politická dráha
V izraelském parlamentu zasedl po volbách do Knesetu v roce 2003, ve kterých kandidoval za stranu Likud. Předsedal parlamentnímu výboru House Committee, byl členem výboru finančního, výboru pro ekonomické záležitosti a výboru pro zahraniční dělníky.
Ve volbách do Knesetu v roce 2006 mandát neobhájil.